# Властимировићи
Династија Властимировић (негде Вишеславићи или Војиславићи) су рана средњовековна и прва српска владарска династија о којој постоје историјске белешке, а која је владала Кнежевином Србијом од 7. дo 10. века.
Један византијски спис из 10. века набраја српске земље у приморским крајевима и унутрашњости Балкана, од којих је најзначајнија Србија (Рашка). Кнежевина Србија је захватала планинске пределе између Ибра, Западне Мораве и горњег тока реке Босне, као и област Соли (Тузла). Исти спис набраја и српске земље у Приморју: Травунију, Захумље и Паганију. У вези са устанком Људевита Посавског против франачке власти, у списима се говори да су "Срби народ који држи велики део Далмације."
Династија Властимировић добила је име по кнезу Властимиру (владао око 831–851), којег је признало Византијско царство, али се сматра да је успостављена са Непознатим Архонтом, који је владао за време цара Ираклија (610–641). Кнежеву власт су признавали жупани, који су управљали жупама. Углед кнеза Властимира значајно се повећао након успешног рата са Бугарима, али је снага династије опадала унутрашњим немирима и борбом за престо међу Властимировим потомцима. Ове породичне конфликте користили су и Бугари и Византинци.
Последњи владар из династије Властимировића је Часлав Клонимировић, који је успео да побегне из заточеништва у Бугарској. У опусташеној Србији је обновио власт и окупио становништво које се разбежало по околним областима услед налета Бугара. Око 950. године је погинуо у борби против Мађара, а после његове смрти, Србија је почела да слаби.
Властимировићи су владали кнежевином Србијом од 7. века до 940-их/960-их година, када су неке од српских земаља припојене Византијском царству.

## Назив и значај
Назив династије, Властимировићи, створили су историчари према првом владару из ове династије који је створио независну државу (до тада је Србија била у саставу Византије) кнезу Властимиру, за разлику од Немањића, који су тако називани још у своје време.
Понекад, мада доста ретко, ова се владарска породица назива Вишеславићи или Вишеслављевићи, према првом владару чије је име познато у историјским списима, кнезу Вишеславу.
Значај Властимировића је у томе што су створили прву српску независну државу на Балкану и што је за време њихове владавине постојала врховна власт над свим српским областима на Балкану. Смрћу Часлава Клонимировића та врховна власт престаје да постоји и више никада неће бити обновљена, већ ће се српске области након тога често наћи у отвореном сукобу или на различитим зараћеним странама.

## Порекло
Цар Константин VII Порфирогенит у свом делу De administrando imperio посвећује осам поглавља досељавању Срба и Хрвата на Балкан. У поднаслову једног поглавља стоји О Србима и земљи у којој сада обитавају и говори о пореклу, постојбини и познатим члановима владарске породице. Врховни поглавар Срба у Белој Србији је имао два сина од којих је један узео пола народа и отишао цару Ираклију тражећи од њега да му подари земљу на којој ће се са својим народом населити, док је други син остао да након оца влада Белом Србијом. Србима који су дошли на Балкан наставили су да владају потомци њиховог вође (син, потом унук и тако редом), а први владар кога знамо по имену је Вишеслав (Војислав) за кога се сматра да је владао око 780. године. После њега влада његов син Радослав, кога наслеђује његов син Просигој. До тог времена, Срби су већ увелико овладали знатним делом јадранског залеђа, а на шири просторни опсег српских земаља у раном средњем веку први је указао франачки хроничар Ајнхарда, који је у својим Аналима Франачког краљевства (лат. Annales Regni Francorum) забележио, под 822. годином, да су Срби народ који држи велики део Далмације (лат. ad Sorabos, quae natio magnam Dalmatiae partem obtinere dicitur).

## Држава
Након доласка на Балкан, Срби су формирали неколико међусобно повезаних кнежевина. Средином 9. века, формира се јако државно средиште под кнезом Властимиром. Властимир (9. век — 860) је први српски жупан (кнез) о коме имамо више података. Он је син жупана Просигоја, владао је врло успешно Србијом. У трогодишњем рату (који је био у времену од 836. до 852. године) против бугарског кана Пресијана Властимир је био победник. Да би и са запада осигурао своју отаџбину, удао је своју ћерку Крајину за требињског жупана Белу, подаривши му титулу кнеза („архонта”). Тиме је Травунију вазално везао за Србију (Рашку), у чијем је саставу она остала као зависна област, до друге половине 10. века. Властимира наслеђује најстарији син Мутимир. Мутимир је са својом браћом Стојимиром и Гојником успешно одбио нови бугарски напад на Србију за време Бориса (852—888), када Бугарска почиње да јача, али је и Србија (Рашка) постала доста снажна држава. У време жупана Мутимира извршено је „Крштење Србије” 879. године. Последњи Властимировић, кнез Часлав је, уз помоћ и подршку Византије, обновио и ојачао српску државу, тако да је она могла да парира тадашњем Бугарском царству. Смрћу цара Симеона (927), он долази у Србију из Бугарске (где је провео готово цео дотадашњи живот), те уз помоћ Византије обнавља своју државу. Тада је Србија (Рашка), поред централних области, обухватала Босну и Травунију. Само је Хум где су живели Срби (као и у свим просторима од Цетине до Бојане, како сведочи Константин VII Порфирогенит) остао неприпојен Србији; њиме је управљао Михајло Вишевић. који се после пораза Бугара од Византије ставио под њихову заштиту. Како су крајем 9. века у Панонију стигли Угри (Мађари), они су својим брзим коњима из подунавске равнице (Дунава и Тисе) правили упаде у српске земље, нарочито у Босну, али их је сузбио српски жупан (кнез) Часлав, погубивши у једном окршају угарског кнеза Киза. Да би се Угри осветили, како нас обавештава Барски родослов (Летопис попа Дукљанина), они су у ноћном препаду у данашњој Мачви заробили жупана Часлава и са блиским рођацима бацили у Саву. У време византијског цара Јована Цимискије (969—976) Византија ће покорити Бугарску и Србију све до реке Дунава. После његове смрти, Србија се распала.

## Након пада династије
Катепанат Рас је успостављен између 971. и 976. године, за време владавине Јована Цимискија (р. 969–976). Печат стратега Раса датован је у Цимискијеву владавину, што је омогућило да је Цимискијев претходник Нићифор II Фока буде препознат у Рашкој. protospatharios и katepano из Раса био је византијски намесник по имену Јован. Недостају подаци о катепану Раса за време Цимискејеве владавине. Византијско војно присуство је убрзо након тога окончано ратовима са Бугарском и поново је успостављено тек око 1018. са краткотрајном темом Сирмијума, која се, међутим, није много проширила на ужу Србију.
Пет деценија касније, Јован Владимир се појавио као кнез Срба, који је владао као бугарски вазал из свог седишта у Бару. Могући потомак, Стефан Војислав, предводио је бројне побуне 930-их против византијског цара (господара српских земаља), који се успешно осамосталио до 1042. Огранак династије Војислављевића, Вукановићи, појавио се као трећа династија 1090-их. Име је добила по великом кнезу Вукану који је у почетку држао Србију под својим рођаком дукљанским краљем Константином Бодином (око 1080–1090), али се одрекао било каквог господства 1091. када је извршио препад на многе византијске градове на Косову и у Македонији. Династију Немањића, најмоћнију у српској историји, основао је Стефан Немања, такође потомак исте лозе.

## Породично стабло
- Непознати кнез (~610–641+), вођа Срба и њихових византијских склавинија под Ираклијем.
  -  Неколико генерација
    -  Вишеслав (око 780)
      -  Радослав (~800–822)
        -  Просигој (822–836)
          -  Властимир (836–~850) (оснивач), поразио Бугаре у рату са Бугарском.
            - Мутимир (~850 – † 891–893), поразио Бугаре у рату са Бугарском.
              - Прибислав Мутимировић, владао (~891–893).
                -  Захарија Прибислављевић (921–924), на престо га довели Византинци, уклонили Бугари.

              - Бран Мутимировић, претендент на престо 895–6.
                -  Павле Брановић (~917–921), на престо га довели Бугари, срушили Византинци.

              -  Стефан Мутимировић

            - Стројимир Властимировић, вазал Мутимира, касније под бугарским каном Борисом.
              -  Клонимир,
                -  Часлав Клонимировић (933–943/960), ослободио српске земље под бугарском окупацијом, ујединио Србију.

            - Гојник, вазал брату Мутимиру, касније под каном Борисом.
              -  Петар Гојниковић (~892–918), заробљен од Бугара, умро у заточеништву.

            -  Ћерка, удата за Крајину Белојевића.

Напомена: Родослов династије Властимировића је рађен према делу Порфирогенит, Константин VII (950е). De administrando imperio — преко Викизворника.

## Извори и литература

### Викизворник
- Константин Порфирогенит, „De administrando Imperio” (О управљању Царством) (глава 32)